# Station Elgin
Elgin is een spoorwegstation van National Rail in Moray in Schotland. Het station is eigendom van Network Rail en wordt beheerd door ScotRail. 